# Liste de poètes de langue néerlandaise
Cet article répertorie des poètes ayant écrit en langue néerlandaise (Pays-Bas et Belgique).

## Liste
- Bertus Aafjes
- Gerrit Achterberg

- Nel Benschop
- J.C. Bloem
- P.C. Boutens
- Gerbrand Adriaensz Bredero
- Stefaan Van den Bremt

- Hugo Claus

- Jeremias de Dekker
- Eric Derluyn

- Willem Elsschot

- Rhijnvis Feith

- Guido Gezelle

- Jacob Israël de Haan
- Hadewij d'Anvers
- Miriam Van hee
- Johan van Heemskerk
- Jan Frederik Helmers
- Pieter Corneliszoon Hooft
- Constantijn Huygens

- Jan Jakob Lodewijk ten Kate
- Rutger Kopland

- Jacob van Lennep
- Adam van Lintz
- Lucebert

- Neeltje Maria Min
- Hendrik Marsman

- Jan van Nijlen
- Leonard Nolens
- Cees Nooteboom

- Paul van Ostayen

- Piet Paaltjens (F. Haverschmidt)
- Everhardus Johannes Potgieter

- Hendrik Jan Schimmel
- J. Slauerhoff
- Lucienne Stassaert (1936-)
- Pieter Jacob Stinissen
- Michel de Swaen

- Jan van Beers
- M. Vasalis
- Maria Tesselschade Visscher
- Roemer Visscher
- Joost van den Vondel
- Anton van Wilderode
- Willem Wilmink
- Karel van de Woestijne

- Willem Hendrik Warnsinck (1782-1857)

- Willem van Zuylen van Nijevelt